# Shadyside (Ohio)
Shadyside es una villa situada en el condado de Belmont, Ohio, Estados Unidos. Tiene una población estimada, a mediados de 2023, de 3365 habitantes.

## Geografía
La localidad está ubicada en las coordenadas 39°58′19″N 80°45′4″O / 39.97194, -80.75111. Según la Oficina del Censo, tiene una superficie total de 2.67 km², de los cuales 2.62 km² corresponden a tierra firme y 0.05 km² están cubiertos de agua.

## Demografía
Según el censo de 2020, en ese momento había 3454 personas residiendo en la localidad. La densidad de población era de 1318.32 hab./km². El 95.45% de los habitantes eran blancos, el 0.52% eran afroamericanos, el 0.49% eran asiáticos, el 0.78% eran de otras razas y el 2.75% eran de una mezcla de razas. Del total de la población, el 1.51% eran hispanos o latinos de cualquier raza.